# Hierro Boko
Hierro Boko, född 31 maj 2014, är en nederländsk varmblodig travhäst. Han tränas av Hannu Korpi och körs av Mika Forss eller Santtu Raitala.
Hierro Boko började tävla i juni 2017. Han har till juli 2023 sprungit in 436 991 euro på 104 starter, varav 28 segrar, 19 andraplatser och 12 tredjeplatser. Hans största seger är tagen i St. Michel-loppet (2023). Han har även vunnit Bergsåker Winter Trot (2023).

## Statistik
| Statistik för Hierro Boko (Ref.) | Statistik för Hierro Boko (Ref.) | Statistik för Hierro Boko (Ref.) | Statistik för Hierro Boko (Ref.) | Statistik för Hierro Boko (Ref.) | Statistik för Hierro Boko (Ref.) |
| -------------------------------- | -------------------------------- | -------------------------------- | -------------------------------- | -------------------------------- | -------------------------------- |
| Starter                          | Placeringar                      | Startprissumma                   | Segerprocent                     | Platsprocent                     | Rekord                           |
| 104                              | 28-19-12                         | 436 991 euro                     | 27 %                             | 57 %                             | 1.08,3ak,                        |

### Större segrar
| År   | Lopp                  | Kusk           | Vinstbelopp | Grupp   |
| ---- | --------------------- | -------------- | ----------- | ------- |
| 2023 | Bergsåker Winter Trot | Mika Forss     | 500 000 SEK | Grupp 2 |
| 2023 | St. Michel-loppet     | Santtu Raitala | 90 000 EUR  | Grupp 1 |